# Миронов, Евгений Викторович
Евгений Викторович Миронов (англ. Evgeniy Mironov 1988, Тверь, РСФСР, СССР) — российский фотограф, художник. Номинант премии Кандинского. Входит в десятку рейтинга ТОП 100 молодых художников России 2017 и 2019 годов. Более 100 работ находятся в коллекции Мультимедиа Арт Музея.

## Биография
Родился в Калинине (ныне Тверь). Окончил кафедру фотомастерства МГУКИ. Творческая карьера художника началась с персональных выставок в родной Твери. В 2009 году принят в члены Союза фотохудожников России. В 2011 году стал участником Международного портфолио ревю, которое проходило в музее Гараж. В 2012 году Миронов номинирован на премию Петра Кончаловского и MAP Toulouse Festival of the Photography (Франция). В 2014 году - номинант премии Кандинского. В этот же год: участник международной выставки «Московское Фотобиеннале» в ММоМА, создает в сотрудничестве с концерном «Росэнергоатом» два проекта об атомной энергетике: «Метафоры атомных сред», «Природа атома». Выставка этих проектов открывается сначала в МАММ, потом едет по городам России. В 2015 году автор становится участником немецкой ярмарки Nord Art, а 2016 году автор номинирован на Blooom Award by WARSTEINER (Кёльн, Германия). Московское Фотобиеннале в этот год показывает сразу два его проекта в ММоМа. В 2017 году Миронов работает в резиденции «Cite internationale des arts» и становится стипендиатом мэрии Парижа и в этом же году становится участником выставки «Объединяющая энергия атома. Россия и Франция», подготовленной концерном «Росэнергоатом» и Electricite de France. Эта выставка открывается в Москве в Мультимедиа Арт Музее, затем в Париже. В 2018 году отправляется в Катар, по приглашению Qatar Musems, где создает проект «Катарсис», презентация которого состоялась в рамках VII Международного Культурного Форума в Манеже. В этом же году Евгений становится победителем категории «Видеоарт» третьего сезона проекта «ВЗЛЕТ», выставка которого открылась осенью в пространстве самолета Як-42 на ВДНХ. Автор участвует в международной ярмарке Cosmoscow. В 2019 году Евгений второй раз вошел в десятку рейтинга топ-100 современных российских художников, составленным аналитическим агентством InArt. В этом же году являлся участником выставки «Герои нашего времени», открывшейся в ММоМА. В 2020 году Миронов становится номинантом Московской Арт премии, побеждает в конкурсе Cultural Creative Agency при содействии Московского музея современного искусства. В 2021 году Женя Миронов объявляет о выставочном туре. В этот год проходят выставки в музее «Эрарта», Третьяковской Галерее, в Мультимедиа Арт Музее, Москва. Автор участвует в ярмарке Cosmoscow, которая проходит в центральном выставочном зале Манеж.
Работы Жени Миронова отличаются особым пластическим языком. В своих интервью и текстах к проектам автор часто упоминает образ узкоколейки. Российский искусствовед Ольга Шишко описывает его творческий метод, на примере выставки Облакачивание: «Автор одновременно скрывает и выявляет формы, еще точнее — скрывает наглядное и обнажает сокрытое... То, к чему вели Академия Зауми, Велимир Хлебников, находит свою почву в очень тонких работах Жени Миронова... Присутствие узкоколейки в работах дает работе дополнительный слой иронии: соединение разных видов путей – по земле, по воздуху, по воде – делает проект не скоростным, а, напротив, очень медитативным. «Облакачивание» – история про замедление, которое сегодня нужно всем нам».
Работы автора хранятся в коллекции Мультимедиа Арт Музея, Москва, коллекции Государственного Русского Музея, в отечественных и зарубежных частных собраниях, в частности, публичной коллекции «Росэнергоатом», посольства Королевства Дании в Москве, музея «Эрарта», в коллекции Андрея Малахова, в частных собраниях Германии, Франции, Швейцарии, США и Канады. В 2018 году после выставки Cosmoscow работы автора вошли в коллекцию Сredit Suisse.

## Персональные выставки (выборочно)
- 2021 — «Построение метафор». Музей Эрарта, Санкт-Петербург.
- 2018 — «Облакачивание». ВДНХ.
- 2017 — Фестиваль Les Traversees du Marais. Cite internationale des arts. Париж[22]
- 2016 — «Грубый Закат». Московский музей современного искусства, Москва.
- 2016 — «Японская пластика». Московский музей современного искусства, Москва.
- 2016 — «Построение Метафор 2.0». Галерея «Глаз», Москва.
- 2015 — «Бентос». Галерея «Агентство Арт ру», Москва.
- 2014 — «Построение Метафор»,"Природа атома". Мультимедиа Арт Музей, Москва.
- 2011 — «Дезинтоксикация Пространства». Галерея «Чистка одежды», Москва.
- 2011 — «Новое качество присутствия». Галерея «Альтернатива», Калининград.
- 2010 — «Новое качество присутствия». Галерея «Чистка одежды», Москва.

## Групповые выставки (выборочно)
- 2021 — «Живое вещество». Третьяковская галерея. Москва.
- 2021 — «PHANTASMA». Мультимедиа Арт Музей, Москва.
- 2021 — 9-я Международная ярмарка современного искусства Cosmoscow. ЦВЗ Манеж, Москва.
- 2021 — «В холодном климате с любовью». Коллекция Андрея Малахова. ЦСИ «Сияние»[23]
- 2020 — Московская арт премия. Парк Зарядье, Москва.
- 2019 — «Герои нашего времени». ММоМА, Москва.
- 2019 — Ярмарка «DA! MOSCOW». Гостиный двор, Москва.
- 2018 — «Современный Катар: искусство и фотография». ЦВЗ Манеж, Санкт Петербург.
- 2018 — «Объединяющая энергия атома. Россия и Франция». Передвижная выставка по атомным городам России.[24]
- 2017 — «Объединяющая энергия атома. Россия и Франция». Мультимедиа Арт Музей, Москва.[25]
- 2017 — «Просветление». ЦСИ «Винзавод», галерея «Глаз», Москва
- 2016 — «Белые пятна над городом». Галерея «Atelier am Eck». Дюссельдорф.[26]
- 2016 — «BloooM Award by WARSTEINER». Кёльн.
- 2015 — «NordArt». Гамбург.
- 2015 — «Новое крыло дома гоголя», Москва.
- 2014 — «Арктика». Музей «МАММ», Москва.
- 2014 — «Когда из разрушений творятся токи новых сил». Музей «МАММ», Москва.
- 2014 — «Выставка премии Кандинского». Москва.
- 2013 — «Альтернативное биеннале». Москва.
- 2013 — Выставка в доме художника Валентина Серова. Усадьба Домотканово, Тверь.
- 2012 — «Новое качество присутствия». Московский Государственный Университет Культуры и Искусств
- 2012 — Выставка номинантов премии Петра Кончаловского. Москва.
- 2011 — Галерея «stukanapietrze». Ольштын, Польша.
- 2011 — Выставка на дрезинах по УЖД. Оз. Страдовня, Тверь.
- 2011 — Международное портфолио ревю. ЦСИ «Гараж», Москва.
- 2009 — Русский музей фотографии, Нижний Новгород.

## Публикации

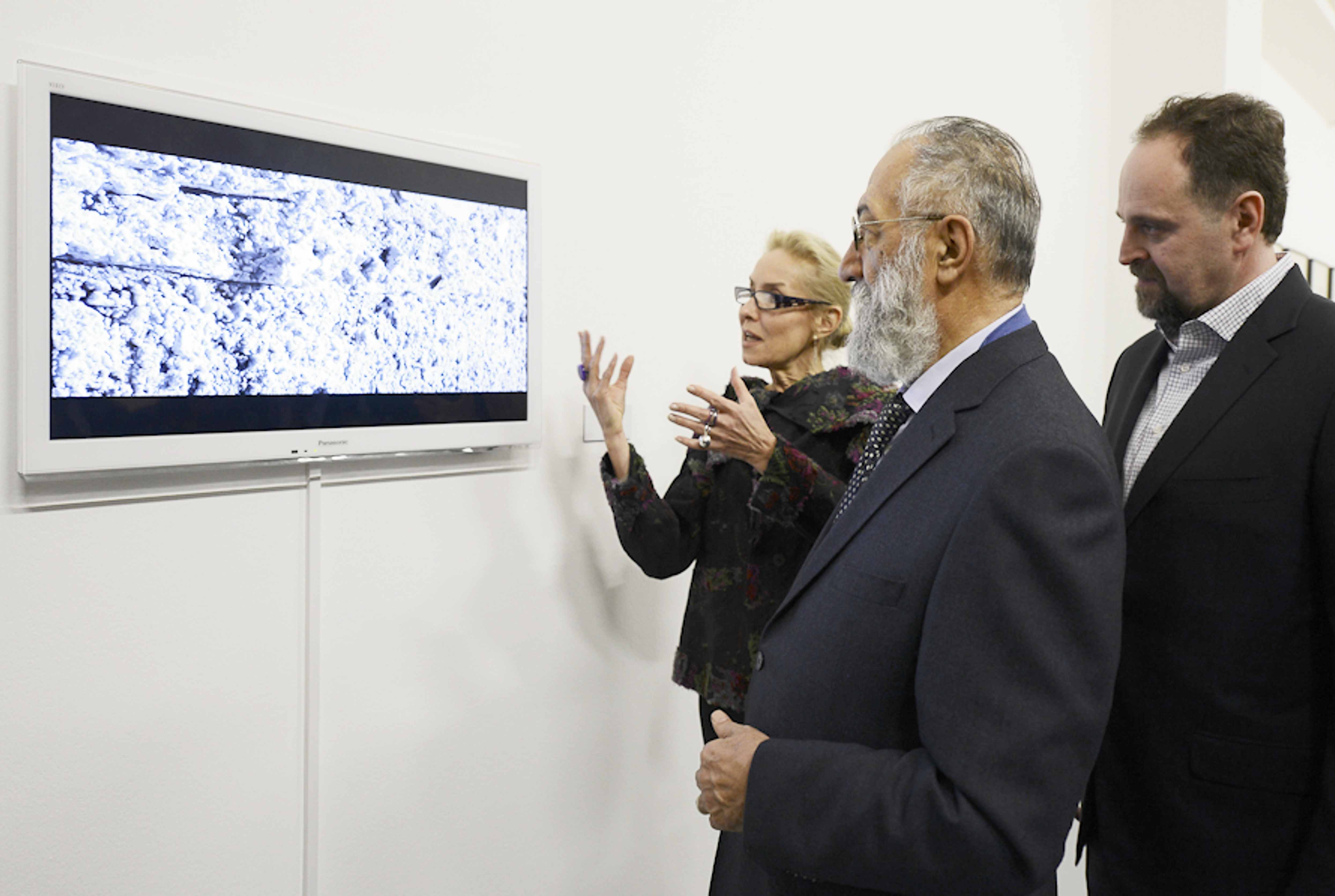
Открытие выставки Арктика в МАММ.

- Любовь к Животным. Проект ГМИИ имени Пушкина - 100 способов прожить минуту[27].
- Журнал Foto&Video № 10. «Язык Будущего».[28]
- Журнал Foto&Video № 8. Серия «Девятина».[29]
- L’oeil de la photographie. Construction de metaphores
- Коммерсант. «Когда из разрушенья творятся токи новых сил»[30]
- Известия. «Расширяя границы».[31]
- Премия Кандинского 2014[32]
- Фотобиеннале 2014. Каталог выставки.[33]
- Peatlands Photo Competition 2017 — Finalists
- Журнал Bleek Magazine. «Крышка земли». [34]
- Журнал Bleek Magazine. «Птица над городом»[35]
- Новое качество присутствия изд. 2014 г.
- Журнал Numero № 11[36]

«Проект молодого российского фотографа Жени Миронова „Построение метафор“ поражает выразительным визуальным языком .Каждая работа (диптих) — настоящее открытие…За всем этим я увидел главное — визуальный язык нового времени. Пока он только выстраивается, однако работы Жени Миронова закладывают для этого серьёзный фундамент.»— Владимир Нескоромный, главный редактор журнала Foto&Video

«Выставка Миронова показывает, как можно изменить обыденный взгляд на окружающие нас предметы. Всё, что он снимает — находится у нас перед глазами: деревья, лужи, рельсы, и всё это приобретает магическое звучание. Это попытка изменить наше зрение, а значит и наше мышление.»— Ольга Свиблова, директор Московского дома фотографии

«Работы Жени Миронова — это калейдоскоп символов. Авторская техника наделяет объекты несвойственной им фактурой. Дерево на его снимках кажется фрагментом фрески, облака становятся подобны каменным глыбам, а в радужке глаза угадывается обратная сторона шляпки гриба. Атмосфера создаваемых Женей Мироновым фотографий тревожна, а образы передают настороженное отношение автора к будущему, силам природы и ставят вопрос о месте современного человека в мире.»— Александра Юргенева, редактор ARTchoice

«Работа над одной картиной может вестись месяцами, если не годами. Соединяя вещи сугубо технические с глубинно природными, художник дает возможность проникнуть в ту суть окружающих вещей, которая обычно остается „за кадром“ рационального видения и сознания.»— Ева Вишневская, куратор галереи

## Работы в коллекциях
- Мультимедиа Арт Музей, Москва.
- Государственный Русский музей.
- Музей современного искусства Эрарта.
- Kultutamt landeshauptstand Dusseldorf.
- Публичная коллекция «Росэнергоатом».
- Коллекция Андрея Малахова.
- Коллекция посольства Королевства Дании в Москве.

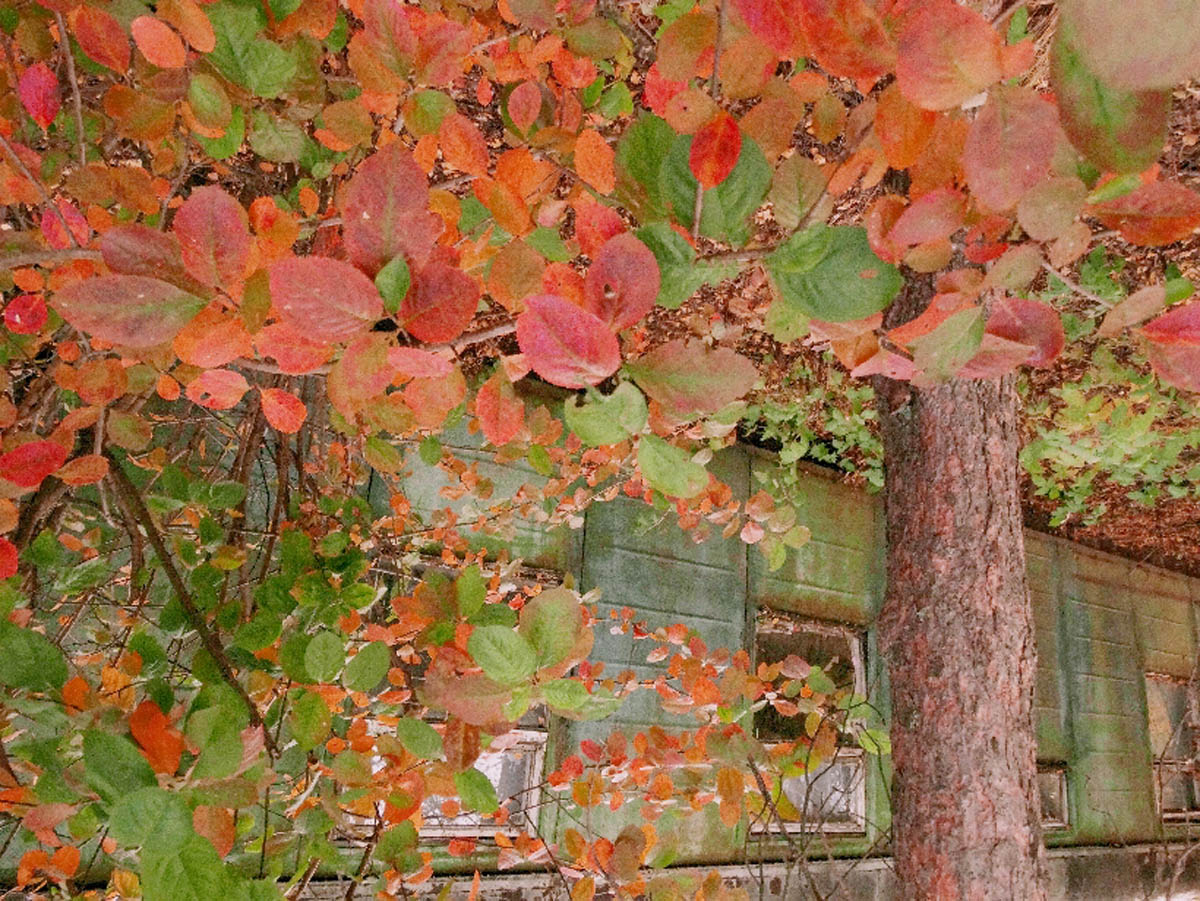
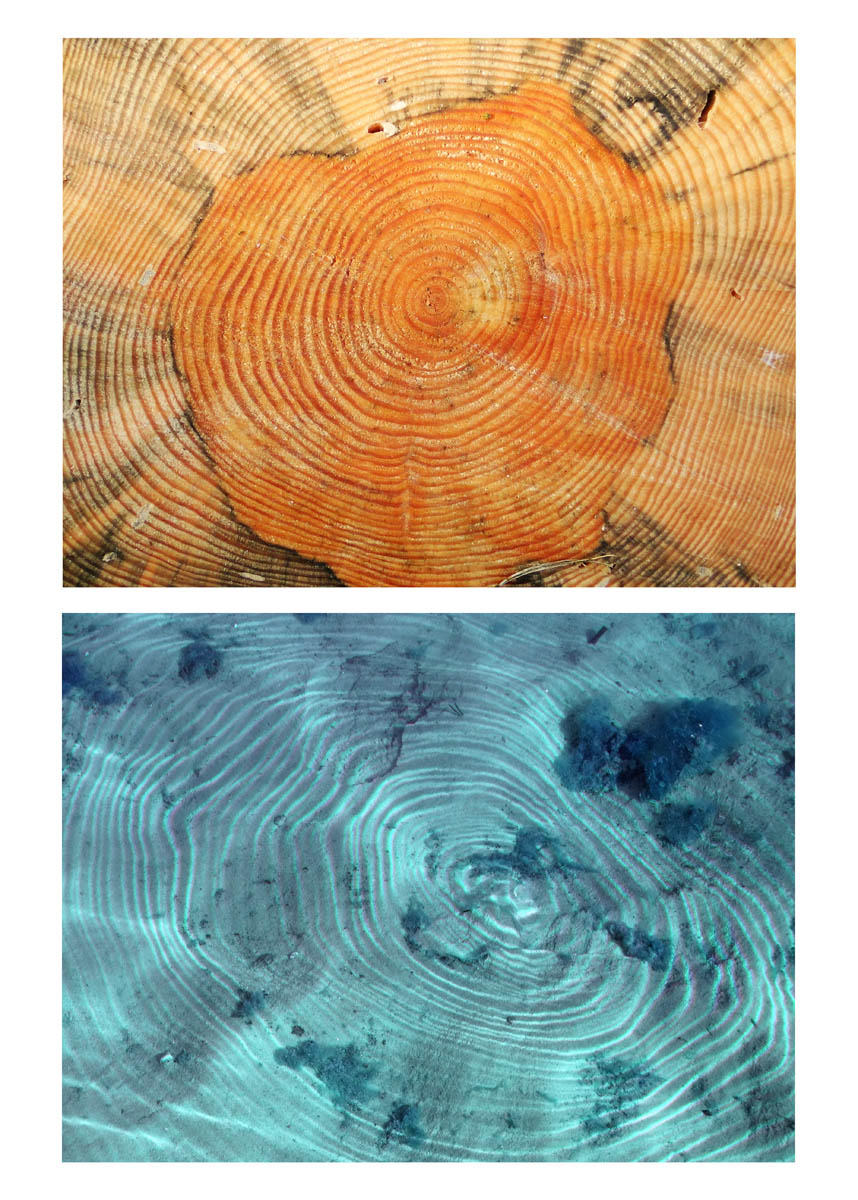
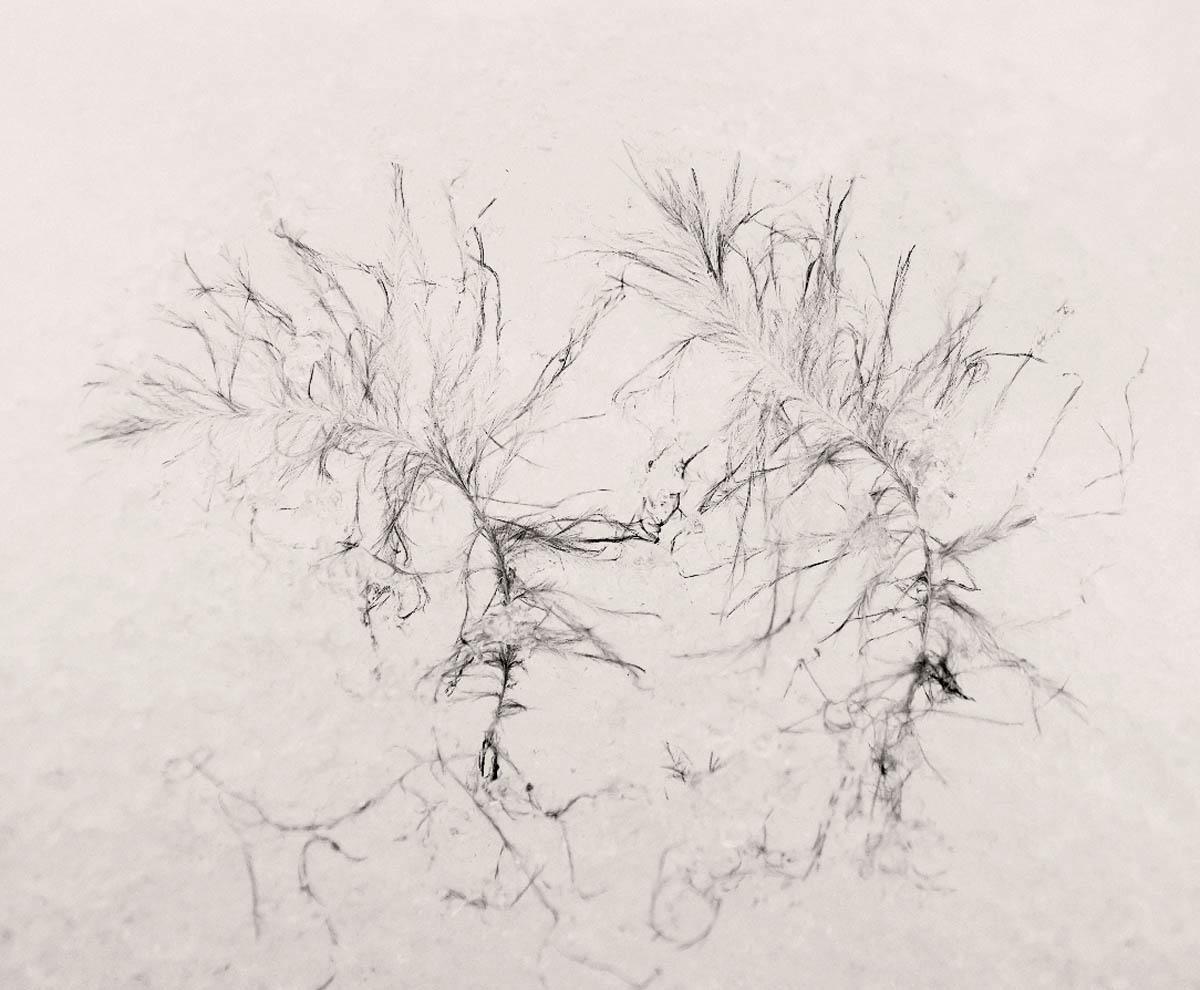
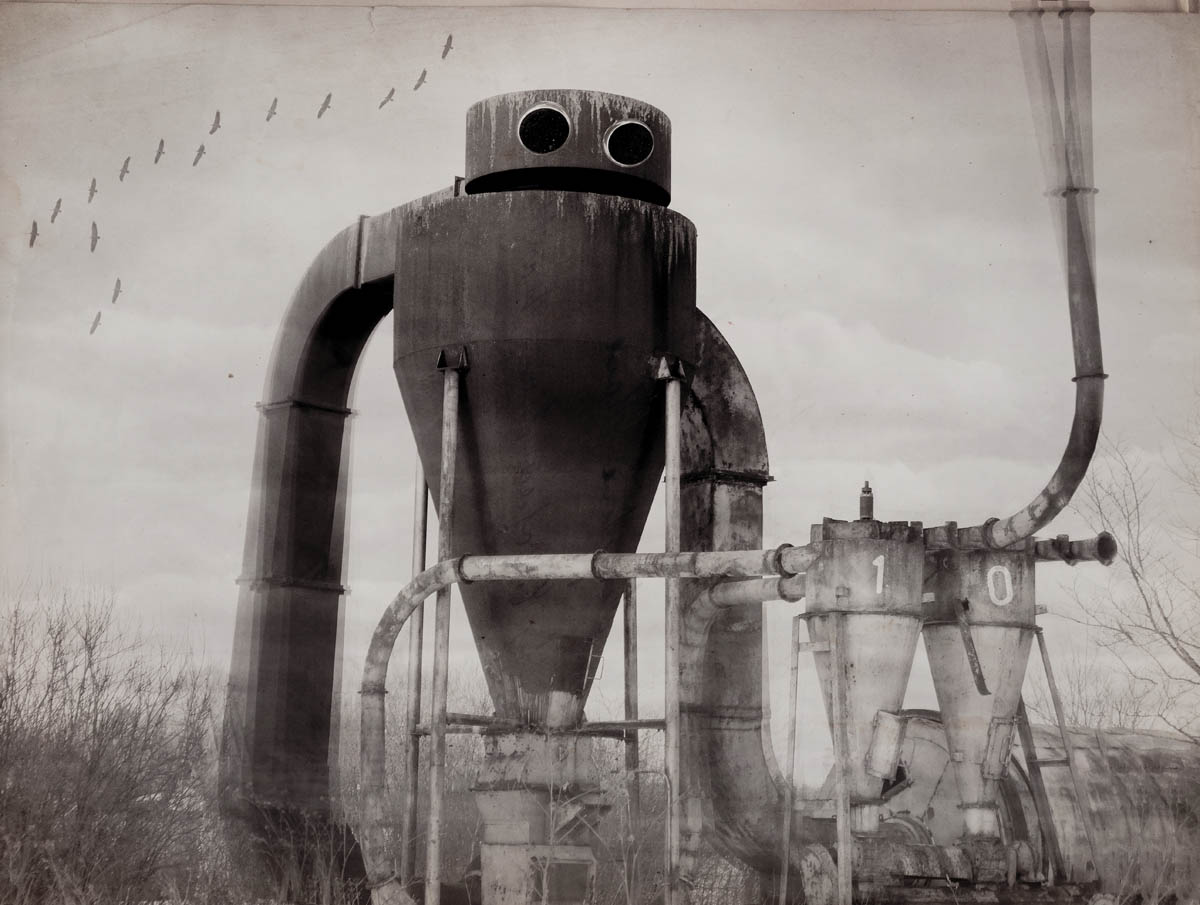
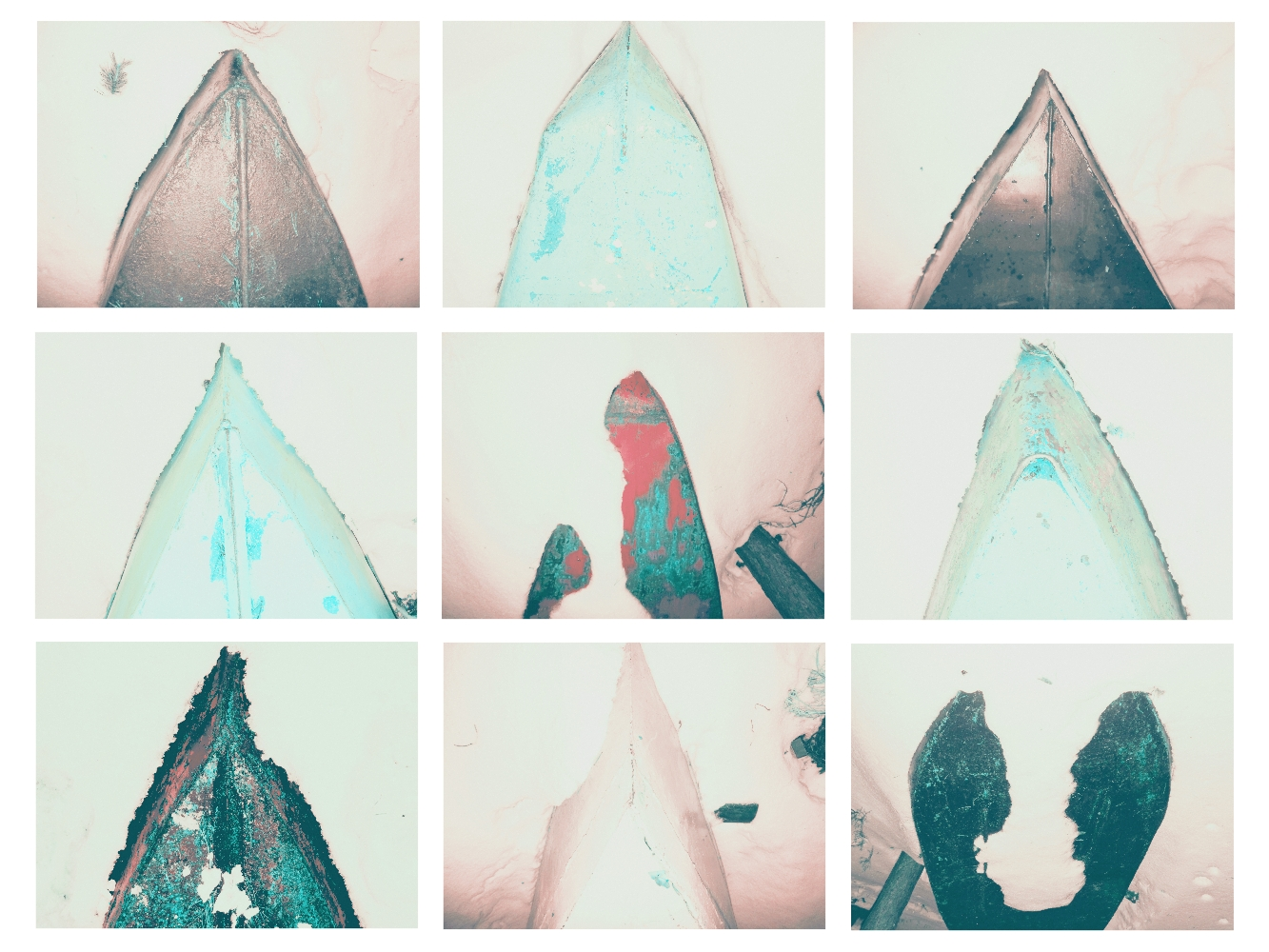